# Eckart Manke
Eckart Manke (* in Marburg an der Lahn) ist ein deutscher Dirigent und Pianist.

## Leben und Wirken
Eckart Manke studierte Orchesterleitung  an den Musikhochschulen in Heidelberg/Mannheim und Frankfurt am Main. Zu seinen Lehrern zählten Donald Runnicles, Jiří Stárek, Bernhard Kontarsky und Hans Zender. Noch während des Studiums debütierte er als Gastdirigent am Musiktheater im Revier Gelsenkirchen. Von 1989 bis 1996 war er Kapellmeister am Theater Osnabrück. Von 1996 bis 2001 war er 1. Kapellmeister und Studienleiter am Stadttheater Bern. Seit 2001 ist er als freiberuflicher Dirigent tätig.
Gastdirigate führten ihn seither u. a. an das Nationaltheater Mannheim (Madama Butterfly), an das Theater Chemnitz
(Nabucco), an die Oper Danzig (Der Rosenkavalier), an die Oper Stettin (Fidelio, Der Rosenkavalier, La Sonnambula), an die Oper Burgas (Die Walküre), zur Nordwestdeutschen Philharmonie und zur Südwestdeutschen Philharmonie Konstanz.
Eckart Manke lehrt seit 2003 Partiturspiel und Orchesterleitung für Schul- und Kirchenmusiker an der Staatlichen Hochschule für Musik Trossingen und leitet die Internationalen Meisterkurse am Bodensee. Er war 2017 bis 2020 Mitglied der künstlerischen Leitung der Höri Musiktage und steht seit Juni 2017 als Künstlerischer Leiter dem „Collegium Musicum Ostschweiz“ in St. Gallen vor. Manke übernahm ab 2019 die musikalische Leitung der Rathausoper Konstanz, 2024 übernahm der Dirigent die künstlerische Leitung der Uttwiler Meisterkurse. 